# Торунь (аеропорт)

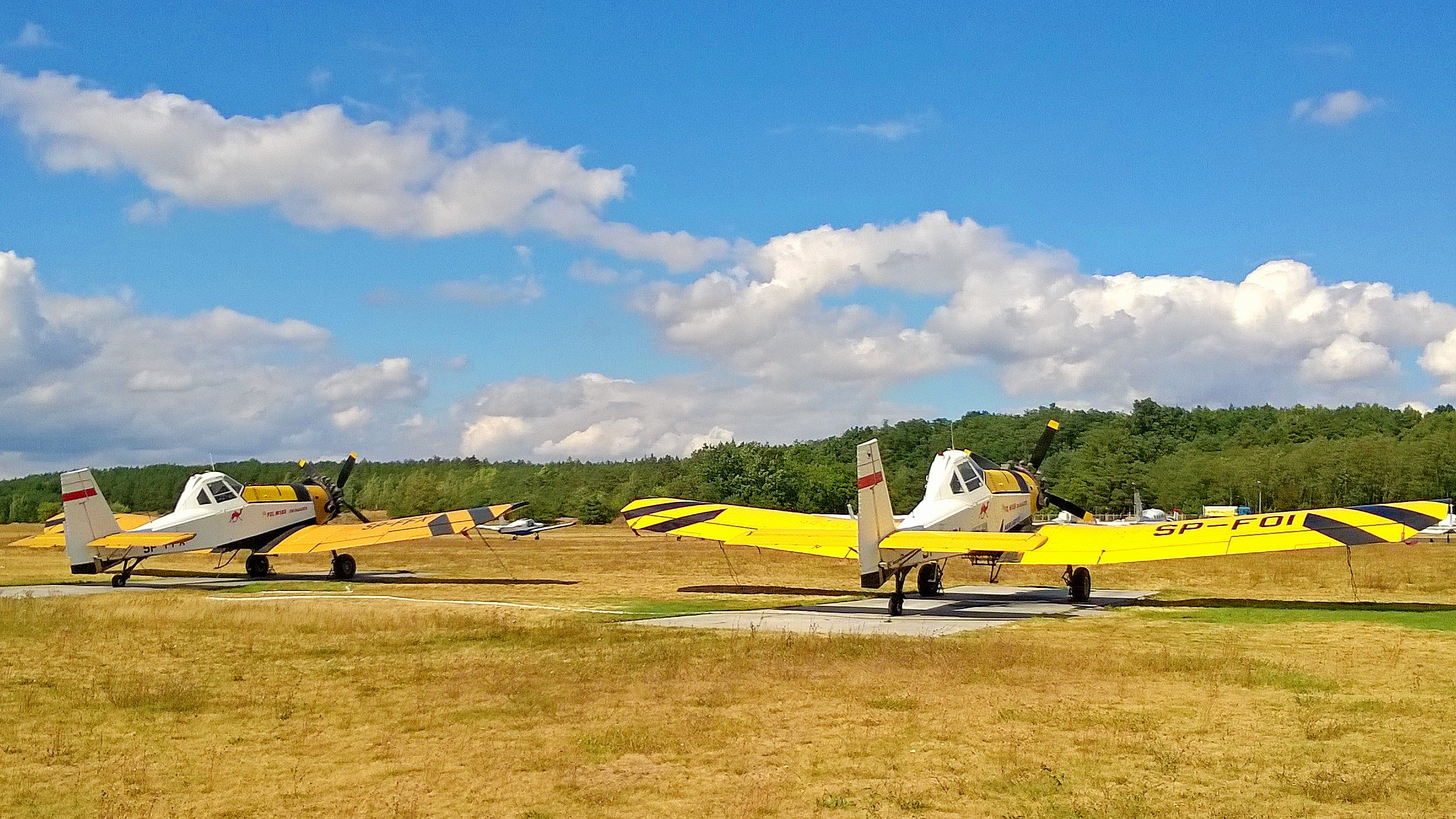
Аеропорт в Торуні

Аеропорт у Торуні (Код ICAO — EPTO) — цивільний аеропорт в польському місті Торунь, яким керує Поморський аероклуб. Має злітно-посадкову смугу довжиною 1300 м. Існує тиск з боку місцевих політиків, щоб адаптувати місцевий аеропорт для обслуговування внутрішніх рейсів, і після розширення посадкової смуги (версія 1–200 метрів, версія II-500) метрів до понад (v. I-1500 метрів, версія II-2000 метрів), а також міжнародні рейси до цього міста.
У 2009 році в аеропорті був організований 19-й Чемпіонат світу з точного польоту, а в 2021 році — змагання з повітряних куль на Кубок Гордона Бенетта.

## Історія
Аеропорт був відкритий перед Першою світовою війною в 1912—1913 роках. Він служив для військових потреб.

## Інфраструктура аеропорту
Поруч із терміналом прокладено залізничну колію, що може використовуватись для обслуговування пасажирів.